# Lodsworth
Lodsworth – wieś w Anglii, w hrabstwie West Sussex, w dystrykcie Chichester. Leży 20 km na północ od miasta Chichester i 69 km na południowy zachód od Londynu. W 2001 miejscowość liczyła 690 mieszkańców.